# Twardnica pasożytnicza

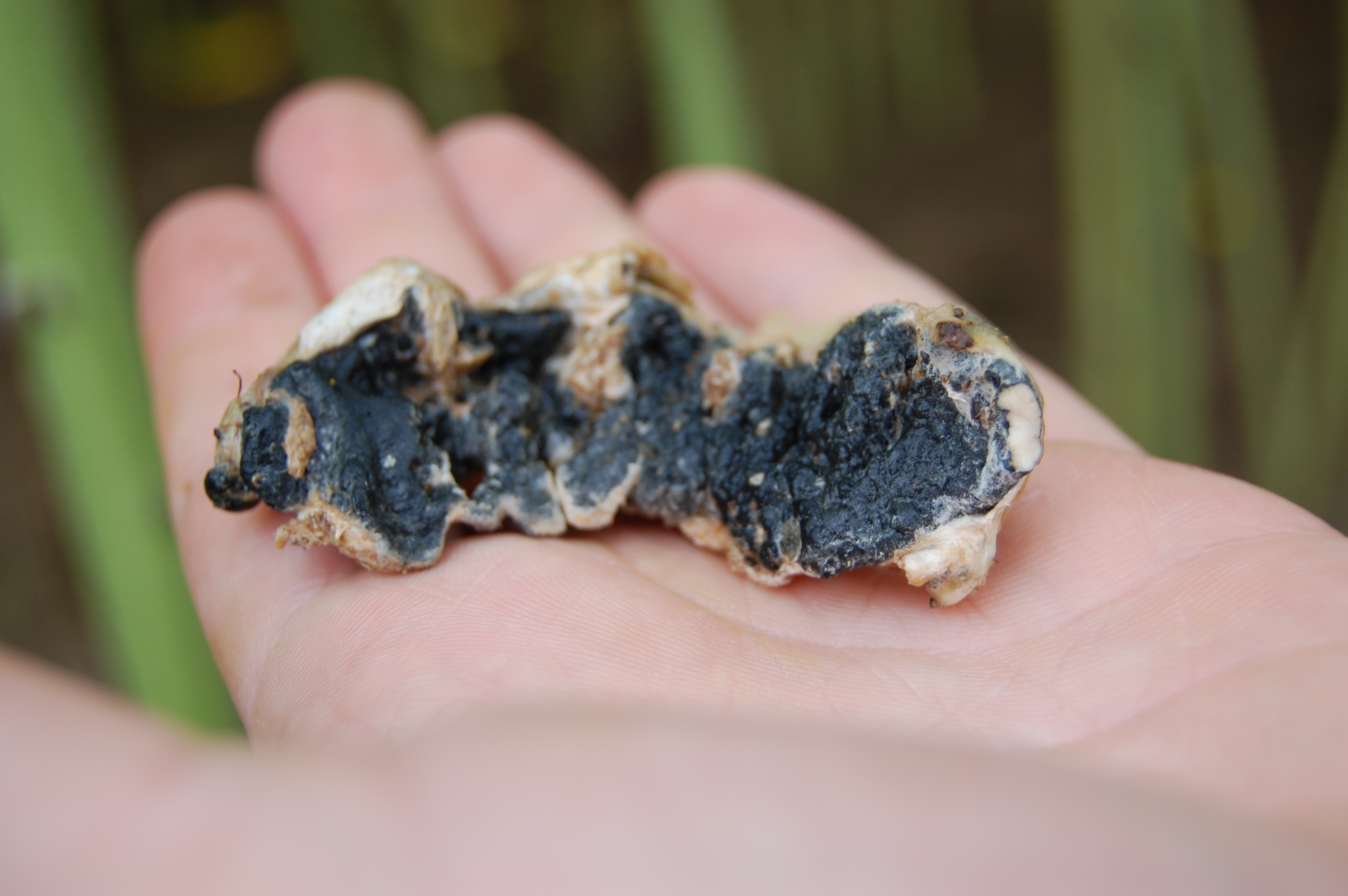
Sklerota

Twardnica pasożytnicza (Sclerotinia sclerotiorum) (Lib.) de Bary – gatunek grzybów z rodziny twardnicowatych (Sclerotiniaceae). Pasożyt obligatoryjny ponad 400 gatunków roślin, zarówno uprawnych, jak i dziko rosnących. Wywołuje chorobę o nazwie zgnilizna twardzikowa. Jest rozprzestrzeniony na całej kuli ziemskiej; poza Antarktydą występuje na wszystkich kontynentach, a także na wielu wyspach.

## Systematyka i nazewnictwo
Pozycja w klasyfikacji według Index Fungorum: Sclerotinia, Sclerotiniaceae, Helotiales, Leotiomycetidae, Leotiomycetes, Pezizomycotina, Ascomycota, Fungi.
Po raz pierwszy takson ten zdiagnozowała w 1837 r. Marie-Anne Libert nadając mu nazwę Peziza sclerotiorum. Obecną, uznaną przez Index Fungorum nazwę nadał mu w 1884 r. de Bary, przenosząc go do rodzaju Sclerotinia.
Synonimy:
- Helotium sclerotiorum (Lib.) Fuckel 1866
- Hymenoscyphus sclerotiorum (Lib.) W. Phillips 1887
- Peziza sclerotiorum Lib. 1837
- Phialea sclerotiorum (Lib.) Gillet 1881
- Sclerotinia libertiana Fuckel 1870
- Sclerotinia opuntiarum Speg. 1899
- Sclerotinia sclerotiorum f. orobanches Naras. & Thirum. 1954
- Sclerotinia sclerotiorum (Lib.) de Bary 1884 f. sclerotiorum
- Sclerotinia sclerotiorum var. opuntiarum (Speg.) Alippi 1960
- Sclerotinia sclerotiorum (Lib.) de Bary 1884 var. sclerotiorum
- Sclerotium varium Pers. 1801
- Whetzelinia sclerotiorum (Lib.) Korf & Dumont 1972[4].

Nazwa polska na podstawie opracowania M.A. Chmiel.

## Rozwój

Biała, watowata grzybnia patogena rozwija się wewnątrz łodyg roślin, a przy dostatecznej wilgotności powietrza także na ich powierzchni. Grzybnia ta wytwarza czarne skleroty o wielkości 0,3–30 mm. Zimują one w glebie. Na wiosnę wyrastają na nich apotecja, w których powstają wydłużone askospory o rozmiarach 9–12 × 4,5–6,6 μm. Dokonują one infekcji pierwotnej liści i łodyg. Najczęściej askospory kiełkują w kątach liści i rozgałęzieniach łodyg na opadających tam płatkach kwiatów, które stanowią dobrą pożywkę dla strzępek wyrastających z kiełkujących askospor.
Infekcji pierwotnej dokonywać może także wyrastająca ze sklerot grzybnia. Sclerotinia slerotiorum nie tworzy natomiast zarodników konidialnych, nie występuje więc u tego gatunku rozmnażanie bezpłciowe.
Podobne cechy rozwoju ma twardnica koniczynowa (Sclerotinia trifoliorum) i tworzy ona bardzo podobne skleroty. Rozwija się jednak na innych gatunkach roślin i jej rozwój jest wolniejszy.